# II Giochi olimpici invernali
I II Giochi olimpici invernali (in tedesco: II. Olympische Winterspiele, in romancio II Gieus olimpics d'enviern), noti anche come Sankt Moritz '28, si sono svolti a Sankt Moritz (Svizzera) dall'11 al 19 febbraio 1928.

## I Giochi

### Paesi partecipanti
- Argentina
- Austria
- Belgio
- Canada
- Cecoslovacchia
- Estonia
- Finlandia
- Francia
- Germania
- Gran Bretagna
- Ungheria
- Italia
- Giappone
- Lettonia
- Lituania
- Lussemburgo
- Messico
- Paesi Bassi
- Norvegia
- Polonia
- Romania
- Svezia
- Svizzera
- Stati Uniti
- Jugoslavia

### Discipline
Ai II Giochi olimpici invernali si disputarono 14 eventi relativi a 8 discipline (raggruppate in 4 sport):
| Sport                   | Disciplina              | Maschile | Femminile | Misti | Totali |
| ----------------------- | ----------------------- | -------- | --------- | ----- | ------ |
| Bob e skeleton          | Bob                     | 1        |           |       | 1      |
| Bob e skeleton          | Skeleton                | 1        |           |       | 1      |
| Hockey su ghiaccio      | Hockey su ghiaccio      | 1        |           |       | 1      |
| Pattinaggio su ghiaccio | Pattinaggio di figura   | 1        | 1         | 1     | 3      |
| Pattinaggio su ghiaccio | Pattinaggio di velocità | 4        |           |       | 4      |
| Sci nordico             | Combinata nordica       | 1        |           |       | 1      |
| Sci nordico             | Salto con gli sci       | 1        |           |       | 1      |
| Sci nordico             | Sci di fondo            | 2        |           |       | 2      |
| Totale                  | Totale                  | 12       | 1         | 1     | 14     |

## Risultati

### Medagliere
| Posizione | Paese          |    |    |    | Totale |
| --------- | -------------- | -- | -- | -- | ------ |
| 1         | Norvegia       | 6  | 4  | 5  | 15     |
| 2         | Stati Uniti    | 2  | 2  | 2  | 6      |
| 3         | Svezia         | 2  | 2  | 1  | 5      |
| 4         | Finlandia      | 2  | 1  | 1  | 4      |
| 5         | Canada         | 1  | 0  | 0  | 1      |
| 5         | Francia        | 1  | 0  | 0  | 1      |
| 7         | Austria        | 0  | 3  | 1  | 4      |
| 8         | Belgio         | 0  | 0  | 1  | 1      |
| 8         | Cecoslovacchia | 0  | 0  | 1  | 1      |
| 8         | Germania       | 0  | 0  | 1  | 1      |
| 8         | Regno Unito    | 0  | 0  | 1  | 1      |
| 8         | Svizzera       | 0  | 0  | 1  | 1      |
| Totale    | Totale         | 14 | 12 | 15 | 41     |

### Protagonisti
- Sonja Henie (Norvegia, pattinaggio di figura): a soli 15 anni, ma già alla sua seconda partecipazione olimpica, vince la medaglia d'oro nel concorso femminile di pattinaggio artistico.
- Gillis Grafström (Svezia) (pattinaggio di figura): è campione olimpico nel singolo uomini per la terza volta consecutiva. Il primo oro lo aveva vinto ai Giochi olimpici (estivi) di Anversa 1920. È l'unica persona ad aver vinto l'oro nella stessa specialità sia ai Giochi olimpici estivi sia ai Giochi olimpici invernali.